# Cropwell Butler
Cropwell Butler – wieś w Anglii, w hrabstwie Nottinghamshire, w dystrykcie Rushcliffe. Leży 11 km na wschód od miasta Nottingham i 169 km na północ od Londynu.